# نريمان (زاز الغربي)
نریمان (بالفارسية: نریمان) هي قرية تقع في إيران في قسم زاز الغربي الریفي. يقدر عدد سكانها بـ 43 نسمة بحسب إحصاء 2016.